# Дохман, Александр Михайлович
Александр Михайлович Дохман (17 (29) ноября 1854—27 декабря 1892 (8 января 1893)) — российский врач, доктор медицины, приват-доцент нервных болезней Императорского Казанского университета.

## Биография
Родился 17 (29) ноября 1854 года в Перми в мещанской семье. В пермской гимназии получил среднее образование. В 1876 году окончил медицинский факультет Казанского университета со степенью лекаря.
Служил в военно-медицинском ведомстве и принял участие в русско-турецкой войне; в 1878 году был карским окружным врачом. С 16 февраля 1880 года — в Казанском университете в должности ординатора. В 1881 году ему было поручено вести практические клинические занятия по нервным болезням. В июне 1883 года стал сверхштатным ординатором терапевтической клиники медицинского факультета, а спустя месяц, с 14 июля — приват-доцент нервных болезней; 12 ноября 1885 года приступил к чтению лекций по общей терапии; 25 октября 1891 года был назначен прозектором при кафедре описательной анатомии.
Получил степень доктора медицины в военно-медицинской академии 12 января 1885 года.
В последние годы жизни болел чахоткой, в связи с чем был уволен 9 сентября 1892 года. Скончался 27 декабря 1892 (8 января 1893) года.